# John Uri Lloyd

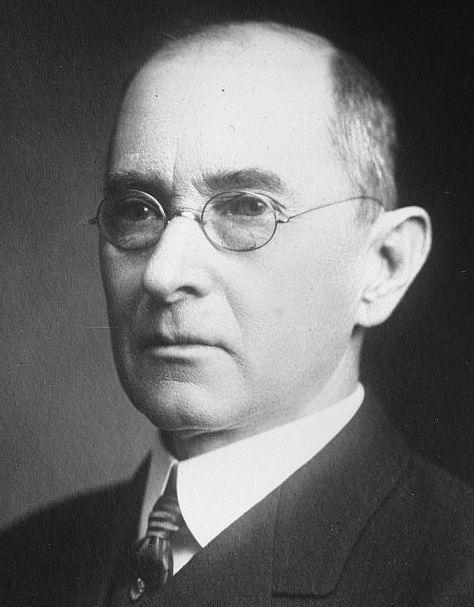
John Uri Lloyd

John Uri Lloyd (* 19. März 1849 in New York City; † 9. April 1936) war ein US-amerikanischer Apotheker und Verfechter der eklektischen Medizin, der Einfluss auf die Entwicklung von Pharmakognosie, Ethnobotanik, wirtschaftlicher Botanik und Pflanzenheilkunde hatte.

## Biografie
John Uri Lloyd wurde im Bundesstaat New York als Sohn der Lehrer Sophia Webster und Nelson Marvin Lloyd geboren. Seine Familie zog 1853 nach Florence und Petersburg im Norden von Kentucky. Die Siedlungen liegen in der Nähe von Cincinnati, Ohio. Als Lloyd 14 Jahre alt war, ging er bei dem Chemiker J.M. Gordon in die Lehre.
Seine jüngeren Brüder Nelson Ashley Lloyd (1851–1926) und Curtis Gates Lloyd (1859–1926) wurden ebenfalls Chemiker. Im Jahr 1886 kauften die Brüder die Merrell and Thorpe Company und benannten sie in Lloyd Brothers, Pharmacists, Inc. um. Zu den Innovationen von John Lloyd gehören ein "Cold Still" für Pflanzenextraktionen und das erste gepufferte Alkaloid (hergestellt aus wasserhaltigem Aluminiumsilikat), genannt Alcresta.
Im Jahr 1919 gründeten Lloyd und seine beiden Brüder Trusts, um das Lloyd Library and Museum zu finanzieren. Heute wird es von vielen als eine der besten Sammlungen der Welt angesehen, die sich der eklektischen Medizin, der medizinischen Botanik und der Pharmazie widmen. Während des 19. und frühen 20. Jahrhunderts wurde die eklektische Medizin-Bewegung beliebt, die die Verwendung der medizinischen Botanik beinhaltete. Es gründete nahestehende medizinische Fakultäten, darunter das Eclectic Medical Institute, das 1833 erstmals in Worthington ansässig war und nach Cincinnati umzog, wo es von 1845 bis 1939 Studenten unterrichtete.
Nach Lloyds Tod im Jahr 1936 wurde die Firma Lloyd Brothers 1938 von S.B. Penick gekauft.
Er schrieb auch Romane. Sein populärster Roman war die Science-Fiction oder allegorische Etidorhpa (1895). Zuerst privat vertrieben, wurde er später in achtzehn Ausgaben illustriert und gedruckt. In sieben Sprachen übersetzt, wurde der Roman sowohl in Europa als auch in den USA viel gelesen.

## Themen
Lloyd verband seine Interessen, indem er eine Reihe von Heimatromanen über den Norden von Kentucky schrieb. Sein beliebtestes und einflussreichstes Werk war Etidorhpa (1895), eine wissenschaftliche Allegorie, die einige als Science-Fiction-Werk betrachten. Es war Teil des sogenannten Genres der Theorie-der-hohlen-Erde-Romane, das auf einer Reise ins Erdinnere und in eine andere Welt basiert. Er vertrieb das Buch zuerst privat. Beim kommerziellen Druck wurden Illustrationen von J. Augustus Knapp hinzugefügt. Es erschien in 18 Ausgaben und wurde in sieben Sprachen übersetzt.

## Ehrungen

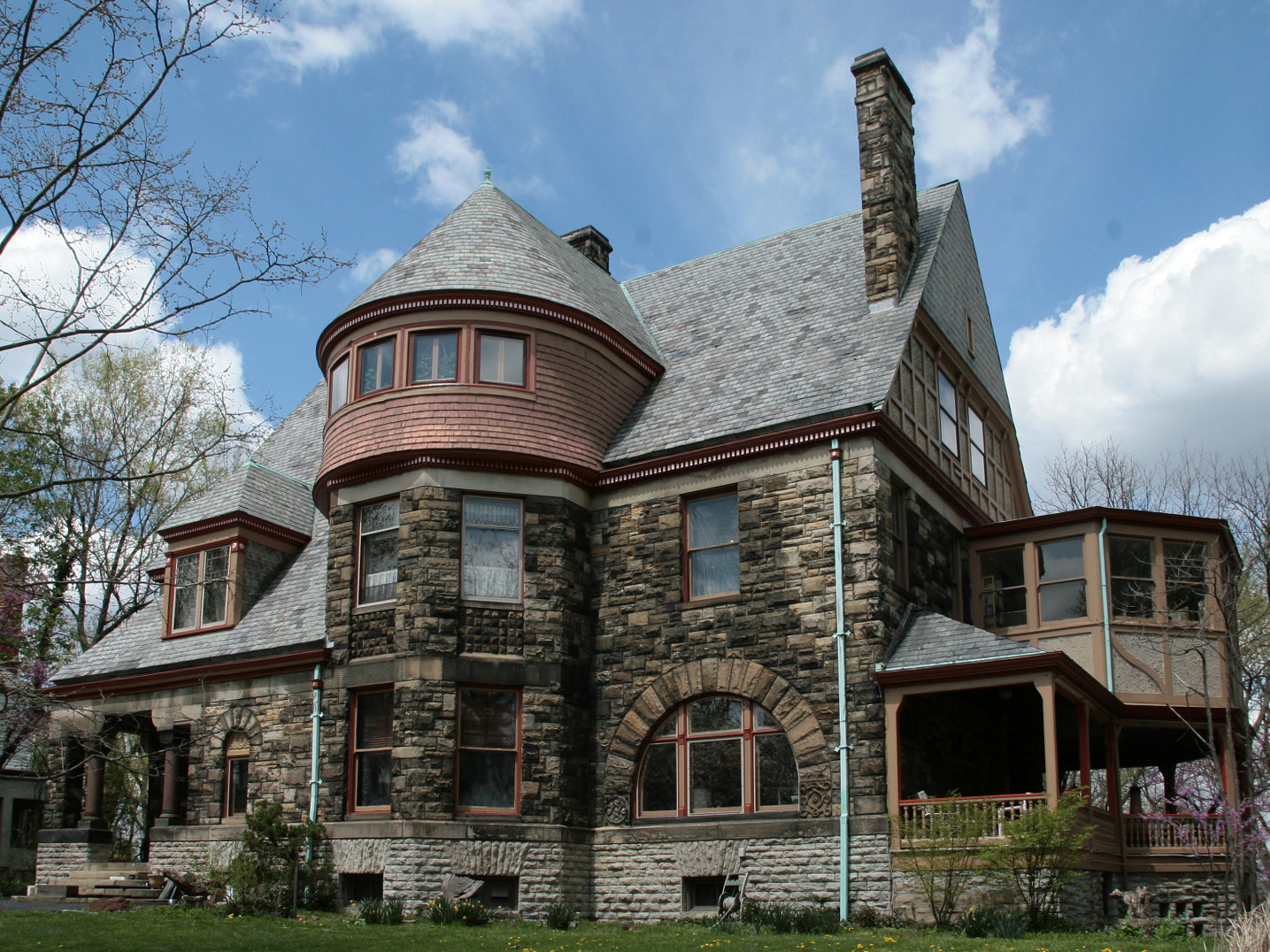
John Uri Lloyd House

- Das John Uri Lloyd House in Cincinnati wurde 1973 dem National Register of Historic Places hinzugefügt
- Das Lloyd Library and Museum in Cincinnati
- Die Lloyd Memorial High School in Erlanger, Kentucky

## Bibliografie
Pharmazeutisch
- The Chemistry of Medicines. 4. Auflage 1883 (Digitalisat)
- Elixirs And Flavoring Extracts: Their History, Formulae, & Methods of Preparation. 2. Auflage 1883 (Digitalisat)
- Veratrum viride. 1897 (Digitalisat)
- Life and Medical Discoveries of Samuel Thomson, and a History of the Thomsonian Materia Medica, as shown in “The New Guide to Health”, and the Literature of that Day. Lloyd Library, Cincinnati 1909, urn:nbn:de:hbz:061:2-20140. (Digitalisat)
- Hydrastis canadensis : facsimile, reprint and illustrations of the article in “Drugs and medicines of North America”. Lloyd Library, Cincinnati 1908 urn:nbn:de:hbz:061:2-29365.
- The Eclectic Alkaloids, Resins, Resinoids, Oleo-Resins and Concentrated Principles. 1910. (Digitalisat)
- History of the Vegetable Drugs of the Pharmacopeia of the United States. Lloyd Library, Cincinnati, Ohio 1911, urn:nbn:de:hbz:061:2-22039. (Digitalisat)
- Origin and History of all the Pharmacopeial Vegetable Drugs, Chemicals and Preparations with Bibliography. Vol I Vegetable Drugs. 1921 (Digitalisat)
- Zusammen mit C. G. Lloyd: Drugs and medicines of North America. Cincinnati. Vol. I.(1884 – 85) – Ranunculaceae (Digitalisat); Vol. II. (Digitalisat)
- Zusammen mit John King: Supplement to the American Dispensatory. 1880 (Digitalisat)
- Zusammen mit Harvey Wickes Felter: King’s American Dispensatory. Cincinnati. Vol. I (19. Ausgabe, 3. Revision 1905 (Digitalisat)); Vol. II (19. Ausgabe, 3. Revision 1906 (Digitalisat))
- Zusammen mit Fineley Ellingwood: A systematic treatise on Materia Medica and Therapeutics. 1898 (Digitalisat)

Andere Werke
- Etidorhpa, illustriert von J. Augustus Knapp, 1895, 2. Auflage 1896 (Digitalisat)
- The Right Side of the Car: A Story of the Northern Pacific Railway, 1897 (Digitalisat)
- Stringtown on the Pike: A Tale of Northernmost Kentucky. 1901 (Digitalisat)
- Warwick of the Knobs: A Story of Stringtown County, Kentucky. 1901 (Digitalisat)
- Red Head: Illustrations and Decorations by Reginald B. Birch. 1903 (Digitalisat)
- Scroggins. 1904 (Digitalisat)
- Felix Moses: the Beloved Jew of Stringtown on the Pike. 1930